# Oxydia platypterata
Oxydia platypterata là một loài bướm đêm trong họ Geometridae.